# Łozowa (przystanek kolejowy w obwodzie tarnopolskim)
Łozowa (ukr. Лозова, ros. Лозова) – przystanek kolejowy w miejscowości Łozowa, w rejonie tarnopolskim, w obwodzie tarnopolskim, na Ukrainie. Położony jest na linii Szepetówka – Tarnopol.